# Trimalaconothrus
Trimalaconothrus är ett släkte av kvalster som beskrevs av Berlese 1916. Trimalaconothrus ingår i familjen Malaconothridae.

## Dottertaxa tillTrimalaconothrus, i alfabetisk ordning[1][2]
- Trimalaconothrus africanus
- Trimalaconothrus albulus
- Trimalaconothrus almagrensis
- Trimalaconothrus altissimus
- Trimalaconothrus angulatus
- Trimalaconothrus angustirostrum
- Trimalaconothrus aureopunctatus
- Trimalaconothrus australis
- Trimalaconothrus azumaensis
- Trimalaconothrus barbatus
- Trimalaconothrus barrancensis
- Trimalaconothrus binodulus
- Trimalaconothrus blancus
- Trimalaconothrus brevisetiger
- Trimalaconothrus buresi
- Trimalaconothrus cajamarcensis
- Trimalaconothrus canopeus
- Trimalaconothrus crassisetosus
- Trimalaconothrus crinitus
- Trimalaconothrus crispus
- Trimalaconothrus duoaculeus
- Trimalaconothrus eichhornicus
- Trimalaconothrus elegans
- Trimalaconothrus flagelliformis
- Trimalaconothrus foveolatus
- Trimalaconothrus glaber
- Trimalaconothrus granulatus
- Trimalaconothrus hakonensis
- Trimalaconothrus heterotrichus
- Trimalaconothrus humeratus
- Trimalaconothrus indusiatus
- Trimalaconothrus itatiaiae
- Trimalaconothrus iteratus
- Trimalaconothrus joonsooi
- Trimalaconothrus latus
- Trimalaconothrus lineolatus
- Trimalaconothrus lisosetosus
- Trimalaconothrus longirostris
- Trimalaconothrus longisetosus
- Trimalaconothrus magnilamellatus
- Trimalaconothrus magnisetosus
- Trimalaconothrus maior
- Trimalaconothrus maniculatus
- Trimalaconothrus mirabilis
- Trimalaconothrus montanus
- Trimalaconothrus multipilosus
- Trimalaconothrus nipponicus
- Trimalaconothrus nodosus
- Trimalaconothrus novaezealandiae
- Trimalaconothrus novus
- Trimalaconothrus obesus
- Trimalaconothrus obsessus
- Trimalaconothrus opisthoseta
- Trimalaconothrus oppositus
- Trimalaconothrus oxyrhinus
- Trimalaconothrus pallidus
- Trimalaconothrus pilipes
- Trimalaconothrus pitentzin
- Trimalaconothrus planus
- Trimalaconothrus platyrhinus
- Trimalaconothrus prahuensis
- Trimalaconothrus punctus
- Trimalaconothrus rafalskii
- Trimalaconothrus rectus
- Trimalaconothrus repetitus
- Trimalaconothrus reticulatus
- Trimalaconothrus sacculus
- Trimalaconothrus saxosus
- Trimalaconothrus scimitarum
- Trimalaconothrus sculptus
- Trimalaconothrus scutatus
- Trimalaconothrus similis
- Trimalaconothrus simplex
- Trimalaconothrus soror
- Trimalaconothrus tardus
- Trimalaconothrus tonkini
- Trimalaconothrus undulatus
- Trimalaconothrus wallworki
- Trimalaconothrus vietsi
- Trimalaconothrus wuyanensis
- Trimalaconothrus yachidairaensis
- Trimalaconothrus yunnanensis